# Tortula hoppeana
Tortula hoppeana là một loài Rêu trong họ Pottiaceae. Loài này được (Schultz) Ochyra mô tả khoa học đầu tiên năm 2004.